# Патриша Вернер
Патриша Вернер (на английски: Patricia Werner) е американска писателка на произведения в жанра съвременен и исторически любовен роман.

## Биография и творчество
Патриша Вернер е родена през 1947 г. в Тълса, Оклахома, САЩ. Завършва Колежа „Свети Олаф“ в Нортфийлд с бакалавърска степен по логопедия и Университета на Колорадо в Боулдър с магистърска степен по комуникации и театър през 1970 г.
След дипломирането си се премества в Ню Йорк и работи в издателска компания в Гринуич Вилидж. През 1980 г. се омъжва и работи като консултант по комуникации до 1987 г.
Първият ѝ любовен роман „Ако истината се знае“ (If Truth Be Known) е издаден през 1985 г.
Патриша Вернер живее със семейството си в Денвър, Колорадо.

## Произведения

### Самостоятелни романи
- If Truth Be Known (1985)[1][2]
- Timbers and Gold Lace (1987)
- Secret at Orient Point (1988)
- The Will (1988)
- The Swirling Mists of Cornwall (1990)
- Mistress of Blackstone Castle (1991)
- Cimarron Seductress (1991)
- Island of Lost Rubies (1992)
- Cherokee Bride (1992)
- Starlight Embrace (1993)
Прегръдка под звездите, изд.: ИК „Хермес“, Пловдив (1994), прев. Живка Дойчева, Огнян Алтънчев
- Hidden Gold of Widow's Mountain (1993)
- The Falcon and the Sword (1993)
- Shadows over Cypress Swamp (1993)
- Velvet Dreams (1994)
- Treasured (1995)
- Goldhawk (1996)
- The Troubadour's Song (1997)
- Mountain Dreamer (1998)
- Sweet Tempest (1999)
- Jenny's Star (1999)
- Lost Diary of Glamorgan Castle (2001)
- Prairie Fire (2006)

### Участие в общи серии с други писатели

#### Серия „Вечна любов“ (Timeless Love)
- Ride the Thunder (1997)

от серията има още 4 романа от различни автори

#### Серия „Затворени сърца“ (Captive Hearts)
- His to Protect (1999)

от серията има още 2 романа от различни автори

### Документалистика
- Communicative Grammar (1997)[1]
- Land for Sale (2002)